# Alfonso Silva Placeres
Alfonso Silva Placeres (Las Palmas de Gran Canària, 19 de març de 1926 - † Constança, Alemanya, 16 de febrer de 2007) fou un futbolista gran-canari que jugava en la posició de migcampista. És considerat com un dels millors futbolistes nascuts a les illes Canàries.
Silva començà la seva carrera professional, el 1946, a l'Atlètic de Madrid, equip amb el qual va guanyar 2 lligues (1949/50 i 1950/51); i la copa Eva Duarte (1950-51). L'any 1957 va fitxar per la UD Las Palmas, equip en el qual es va retirar del futbol.
Silva va ser internacional amb la selecció espanyola en 5 partits i hi va marcar un gol. Amb la selecció espanyola va participar en la Copa del món de 1950.